# Narowal (Distrikt)
Der Distrikt Narowal ist ein Verwaltungsdistrikt in Pakistan in der Provinz Punjab. Sitz der Distriktverwaltung ist die gleichnamige Stadt Narowal.
Der Distrikt hat eine Fläche von 2337 km² und nach der Volkszählung von 2017 1.709.757 Einwohner. Die Bevölkerungsdichte beträgt 730 Einwohner/km². Im Distrikt wird zur Mehrheit die Sprache Panjabi gesprochen.

## Lage
Der Distrikt befindet sich im Nordosten der Provinz Punjab, die sich im Osten von Pakistan befindet. Er grenzt an die umstrittene Region Kaschmir und an Indien.

## Verwaltungsgliederung
Der Distrikt ist administrativ in drei Tehsil unterteilt:
- Narowal
- Shakargarh
- Zafarwal

## Geschichte
1991 wurde der Distrikt Narowal aus Teilen von Sialkot geschaffen.

## Demografie
Zwischen 1998 und 2017 wuchs die Bevölkerung um jährlich 1,59 %. Von der Bevölkerung leben ca. 15 % in städtischen Regionen und ca. 85 % in ländlichen Regionen. In 239.916 Haushalten leben 841.950 Männer, 867.712 Frauen und 95 Transgender, woraus sich ein Geschlechterverhältnis von 97 Männer pro 100 Frauen ergibt und damit einen für Pakistan seltenen Frauenüberschuss.
| Jahr | Einwohnerzahl |
| ---- | ------------- |
| 1972 | 834.501       |
| 1981 | 908.977       |
| 1998 | 1.265.097     |
| 2017 | 1.709.757     |